# Bataille de Pavón
Guerres civiles argentines
La bataille de Pavón, livrée le 17 septembre 1861 dans la plaine s’étendant entre les actuels villages de Rueda et de Godoy, à quelque 1 500 m de la rive du ruisseau Pavón, dans la province de Santa Fe, fut une bataille clef de la Guerre entre la Confédération argentine et l’État de Buenos Aires, conflit situé dans le cadre des Guerres civiles qui déchira l’Argentine au cours d’une grande partie du XIXe siècle. 
L’élément déclencheur du conflit armé était en l’occurrence le refus de la province de Buenos Aires de reprendre sa place au sein de la Confédération argentine, c'est-à-dire de respecter les clauses du pacte de San José de Flores conclu en 1859. 
Après un affrontement d’abord équilibré lors de la bataille de Pavón proprement dite, l’armée de Buenos Aires, dirigée par Bartolomé Mitre, remporta dans les semaines qui suivirent une victoire totale, due principalement à l’inaction du général en chef de la Confédération, Justo José de Urquiza, qui avait inopinément, et pour des raisons encore inexpliquées, abandonné le champ de bataille, puis démobilisé ses troupes. Cela laissa le champ libre à Mitre pour étendre la domination portègne au pays tout entier, soit par une invasion militaire directe, soit en appuyant l’arrivée au pouvoir, souvent par la force, de personnalités politiques locales dévouées à Buenos Aires.  
Pavón mit ainsi fin à la Confédération argentine, d’inspiration fédéraliste, et aboutit à ce que la province de Buenos Aires, qui avait jusque-là joui d’une quasi indépendance de fait pendant une dizaine d’années, se réintégrât dans la République argentine, mais cette fois en tant que membre prépondérant du pays.

## Arrière-plan historique

### Forces politiques en présence dans les années 1850
Depuis quelques décennies, en particulier depuis la bataille de Caseros et la fin de l’ère rosiste, la situation politique argentine était marquée par l’antagonisme entre, d’un côté, les Portègnes de Buenos Aires, de tendance unitaire, qui prétendaient imposer leur hégémonie et leur idéologie, libérale et centralisatrice, sur la totalité du pays, et de l’autre, les provinces dites de l’Intérieur, de tendance fédéraliste, qui désiraient décentraliser l’État, en accordant une large autonomie politique aux provinces. Unitaires et fédéralistes se faisaient face également à l’intérieur de chaque province ainsi qu’à Buenos Aires même ; si, certes, ils s’opposaient ainsi les uns aux autres dans leur province respective, à l’heure de défendre le terroir commun, que ce soit vis-à-vis de Buenos Aires ou d’une autre province, ils s’unissaient pour affronter ensemble l’adversaire. 
À la suite de la bataille de Caseros de 1852, le pays était resté divisé entre d’une part le dénommé État de Buenos Aires, de fait quasi indépendant, et d’autre part la Confédération argentine, qui se combattaient entre eux en une guerre civile intermittente. La bataille de Cepeda de 1859, remportée par la Confédération, et le pacte de San José de Flores qui s’ensuivit en 1860, avaient réuni la province de Buenos Aires au reste du pays, du moins de façon nominale. Ce pacte cependant, pour avantageux qu’en fussent les termes pour Buenos Aires, n’avait pas pour autant permis de stabiliser la situation institutionnelle, Buenos Aires rechignant en effet toujours à rejoindre la Confédération.
Au terme de son mandat présidentiel, en 1860, le capitaine-général Justo José de Urquiza transféra, devant le congrès de la Nation argentine réuni à Paraná, pour lors capitale de la Confédération, la direction politique à Santiago Derqui, avocat originaire de Córdoba.
Cette même année, la législature de la province de Buenos Aires élut pour son gouverneur le brigadier Bartolomé Mitre, commandant en chef de l’armée de l’État de Buenos Aires, qu’Urquiza avait vaincu l’année précédente dans le marais de Cepeda.

### Conflits dans l’intérieur
Sous la présidence du général Urquiza, les provinces de l’intérieur avaient vécu en paix, à l’exception de San Juan, où un crime politique servit de catalyseur à la guerre civile, laquelle culmina à Cepeda en 1859. Les choses changèrent après l’accession à la présidence de Santiago Derqui.
Plusieurs caudillos locaux, appartenant à la mouvance unitaire, s’étaient maintenus en paix avec le gouvernement central. Avec le nouveau président cependant, ils se mirent à mener publiquement une politique d’opposition ; ce fut le cas de Manuel Taboada, dans la province de Santiago del Estero, et de José María del Campo, dans la province de Tucumán. Les courants politiques que le gouverneur Juan Gregorio Pujol avait réussi à faire vivre en bonne entente dans la province de Corrientes recommencèrent, à sa mort, à s’affronter. Le gouverneur de Córdoba, Mariano Fragueiro, de tendance unitaire, géra très mal ses relations avec l’opposition ; lorsque la situation prit un tour plus violent, Derqui décréta l’intervention fédérale contre le gouvernement de la province : une force de 2 000 hommes de troupe originaires de San Luis, placés sous les ordres de Juan Saá, envahit alors la province et gagna la capitale Córdoba.
Mais c’était à nouveau dans la province de San Juan que la situation était la plus grave : le gouverneur, le colonel José Antonio Virasoro, d’origine correntine, fut renversé et assassiné à l’occasion d’une rébellion libérale qui bénéficia de l’appui de plusieurs personnalités politiques portègnes. Les libéraux nommèrent ensuite gouverneur l’avocat Antonino Aberastain. Le président dépêcha une intervention fédérale contre la province, dirigée par le gouverneur de San Luis, le colonel Juan Saá, mais le nouveau gouverneur Aberastain l’affronta militairement. Il fut vaincu et assassiné dans le département de Pocito, ce que les Portègnes exploitèrent en accusant Derqui d’avoir provoqué le crime.

### Élections à Buenos Aires
Pour rendre effective l’union de la province rebelle avec l’État argentin se tint à Buenos Aires l’élection de députés provinciaux appelés à siéger au Congrès national. Cependant, peut-être en guise de provocation, ou en signe de mépris envers les lois nationales, ces élections furent organisées conformément à la loi électorale de Buenos Aires, et non selon la législation nationale. Les députés ainsi élus furent refoulés du Congrès, et les sénateurs portègnes, par solidarité avec ceux-ci, se retirèrent également.
Pour cette raison, et pour d’autres motifs encore, le président Santiago Derqui rendit un décret par lequel de nouvelles élections devaient être convoquées dans la province de Buenos Aires. Toutefois, les autorités de la province refusèrent de donner suite à cette disposition, et déclarèrent caduc le pacte de San José de Flores.

## La guerre civile

### Préparatifs de la guerre

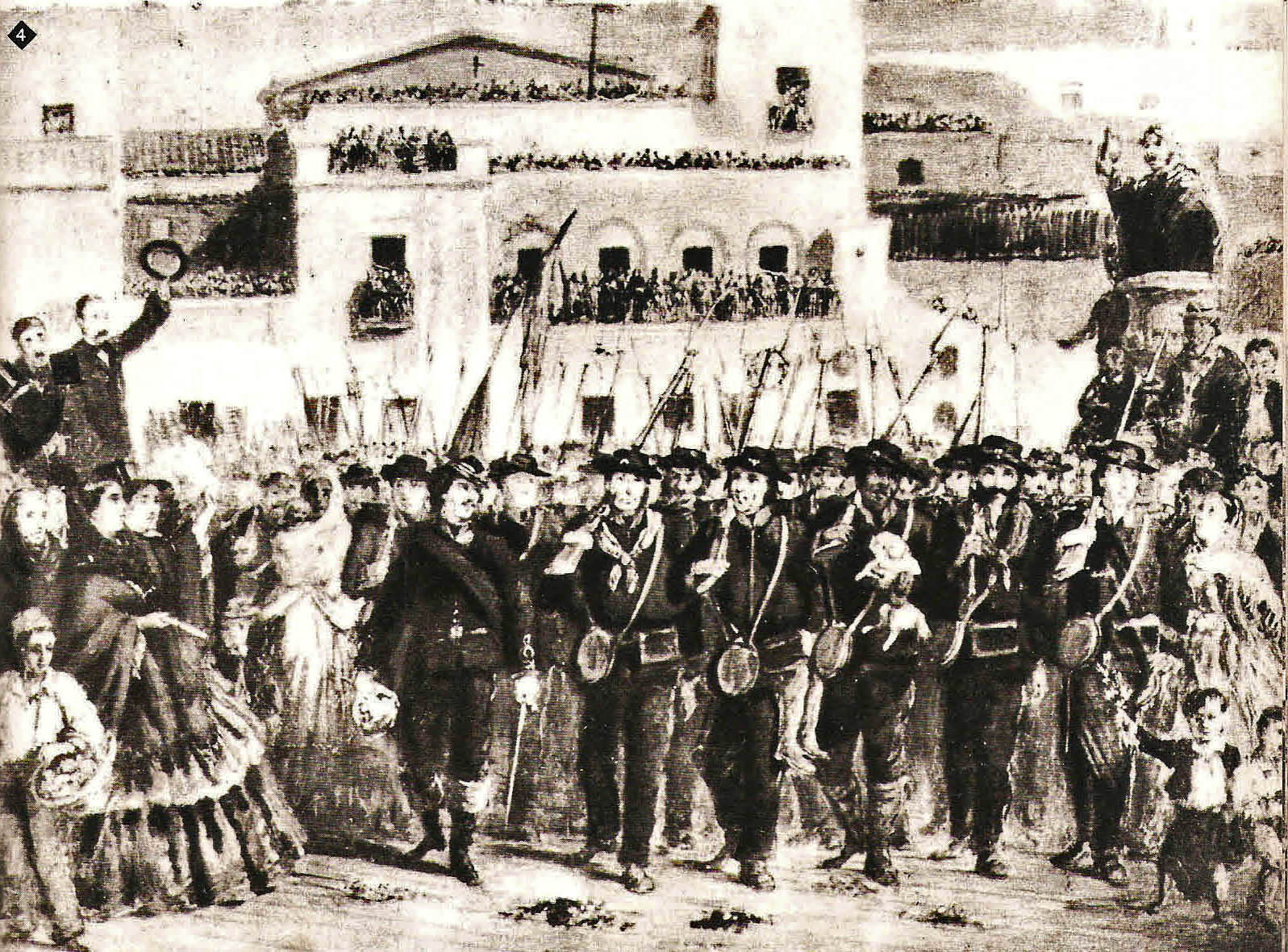
Départ de Buenos Aires de la Garde nationale en novembre 1861. Peinture à l’huile de Jean Pierre Léon Pallière.

Le Congrès considéra l’attitude de Buenos Aires comme un acte de sédition, et Derqui confia au capitaine-général, gouverneur d’Entre Ríos et ancien président Justo José de Urquiza le commandement en chef des forces nationales, avec mission de ramener la province rebelle à l’obéissance. Le général Urquiza s’attela à concentrer et organiser des troupes à Diamante, dans la province d’Entre Ríos.
Pour sa part, le gouverneur de Buenos Aires, le brigadier Bartolomé Mitre, se plaça à la tête de l’armée portègne, laquelle commença de se concentrer à Rojas, dans le nord de la province de Buenos Aires, en juin 1861.
Diverses tentatives de médiation, émanant tant de personnalités individuelles que de différents pays étrangers, échouèrent toutes devant l’intransigeance de Mitre et de Derqui. Urquiza, en revanche, s’attacha jusqu’au dernier moment à préserver la paix et refusa systématiquement de prendre l’initiative contre l’armée de Buenos Aires, au contraire de ce que lui conseillaient ses colonels Ricardo López Jordán et Prudencio Arnold.
Le président Derqui de son côté mit sur pied une armée à Córdoba, rassemblant un groupe hétérogène d’unités d’infanterie de Córdoba et de cavalerie de San Luis, sous le commandement des colonels-majors José María Francia et Juan Saá, respectivement. Cependant, la mobilisation fut lente et peu nombreuse. Alors que Santa Fe était capable théoriquement de mobiliser 6 000 miliciens à la fois, il s’en présenta à peine 2 000 sous les ordres de López Jordán ; à l’appel de Derqui ne répondirent au départ que 3 000 hommes d’Entre Ríos, et Saá entraîna avec lui un effectif de quelque 1 500 hommes de San Luis, parmi lesquels beaucoup étaient mécontents de leur gouverneur. 
Les forces réunies par Derqui lui-même s’élevaient à environ 8 000 hommes (mais d’autres, il est vrai, ont estimé ces effectifs à la moitié de ce nombre). Cependant, durant la marche, le mécontentement des hommes de Córdoba à l’endroit de Derqui et l’influence des libéraux chez les officiers de cette province se firent bientôt sentir, conduisant quelque 2 000 d’entre eux à déserter.À ces forces, qui avaient gagné le sud de la province de Santa Fe, se joignirent celles d’Urquiza, composées d'hommes d’Entre Ríos et de Correntins, celles de la province de Santa Fe (aux alentours de 2 000 hommes de la garnison de Rosario) et les émigrés de Buenos Aires ; la grande majorité de ces forces était de cavalerie, avec quelques petites unités d’infanterie. 
Au total, l’armée confédérale comptait 17 000 hommes, dont 8 000 étaient apportés par les provinces du centre et 9 000 par Entre Ríos, Corrientes et Santa Fe,.
L’armée mitriste, composée de 22 000 hommes et de 35 pièces d’artillerie, présentait une importante supériorité numérique, d’armement et d'équipement en infanterie et artillerie.
Derqui avança jusqu’à Rosario, où il céda le commandement à Urquiza. Mitre, pour sa part, fit presque directement mouvement vers le nord de sa province et envahit Santa Fe.

### La bataille
Les deux forces se firent face sur les rives du ruisseau Pavón, à 40 km au sud de Rosario, dans la province de Santa Fe, à 260 km au nord-ouest de la ville de Buenos Aires. Urquiza déploya ses troupes en un dispositif défensif, formant une ligne s’étirant à l’est et à l’ouest de la ferme de Domingo Palacios (l’actuelle ferme Los Naranjos). La cavalerie fut disposée sur les ailes.
Après s’être approché à 800 mètres de la ferme, Mitre déploya son infanterie et se prépara à attaquer le centre du dispositif de l’adversaire. Pourtant, ce fut l'artillerie confédérale qui lança la bataille, ouvrant de grandes brèches dans les rangs des fantassins de Buenos Aires, cibles en effet faciles par leurs uniformes colorés et voyants.
Pendant le combat, au déroulement irrégulier, d’une durée de deux heures à peine, l’aile gauche de la formation confédérale, commandée par le colonel-major Juan Saá et composée en grande partie de divisions originaires des provinces de Santa Fe et de Buenos Aires amenées par Ricardo López Jordán, mit en déconfiture la cavalerie du Premier Corps de l’armée portègne, placée sous les ordres du général et ancien président uruguayen Venancio Flores, et la poursuivit ensuite jusqu’au-delà de la rivière Arroyo del Medio (cours d’eau marquant la frontière entre les provinces de Buenos Aires et de Santa Fe). La cavalerie du Deuxième Corps portègne, sous le commandement du général expérimenté Manuel Hornos, opposa davantage de résistance, mais dut finalement battre en retraite, en laissant aux mains de ses adversaires tout le parc de matériel en plus de nombreux prisonniers. De même, l’aile droite confédérale, que dirigeait le général Miguel Galarza, culbuta la maigre cavalerie de l’aile gauche de Buenos Aires.
En revanche, le centre de l’armée de la Confédération, constituée de miliciens de l’intérieur n’ayant que peu d’expérience militaire, fut débordé et contraint de reculer sous les coups des bataillons aguerris et bien équipés de l’infanterie portègne. Voyant le centre de sa formation de combat ainsi débandé, Urquiza décida de quitter le champ de bataille, sans avoir véritablement engagé dans la lutte les 4 000 hommes des divisions d’Entre Ríos qu’il avait gardées en réserve, et fit mouvement en direction de Rosario ; en passant par son campement, il l’aperçut en train d’être saccagé par son infanterie en déroute. Il poursuivit ensuite son chemin vers San Lorenzo et Las Barrancas (es) ; c’est là qu’il apprit la nouvelle de la victoire de sa cavalerie, mais ne retourna plus au champ de bataille.
Plusieurs hypothèses ont été formulées pour expliquer cette insolite retraite, mais aucune n’apparaît satisfaisante. Les thèses les plus répandues sont celle qui attribue cette retraite à une maladie rénale dont souffrait Urquiza, et celle qui veut que celui-ci se méfiait du président Derqui et redoutait une trahison. Une autre théorie postule quelque pacte sous-jacent conclu par la franc-maçonnerie argentine, pacte auquel étaient liés Urquiza, Mitre, Derqui et Sarmiento, et qui les astreignait, sous serment, à faire tout ce qui était en leur pouvoir pour apaiser la guerre civile.
Quoi qu’il en soit, l’énigmatique décision d’Urquiza laissa le champ libre à l’armée de Buenos Aires, pour l'heure repliée sur San Nicolás de los Arroyos. Mitre s’appliqua alors à consolider sa position, pour ensuite faire mouvement vers Santa Fe. Le 4 octobre 1861, il entama, avec 13 000 hommes et 42 pièces d’artillerie, sa marche contre Rosario, dont il se rendit maître une semaine plus tard.

## Conséquences

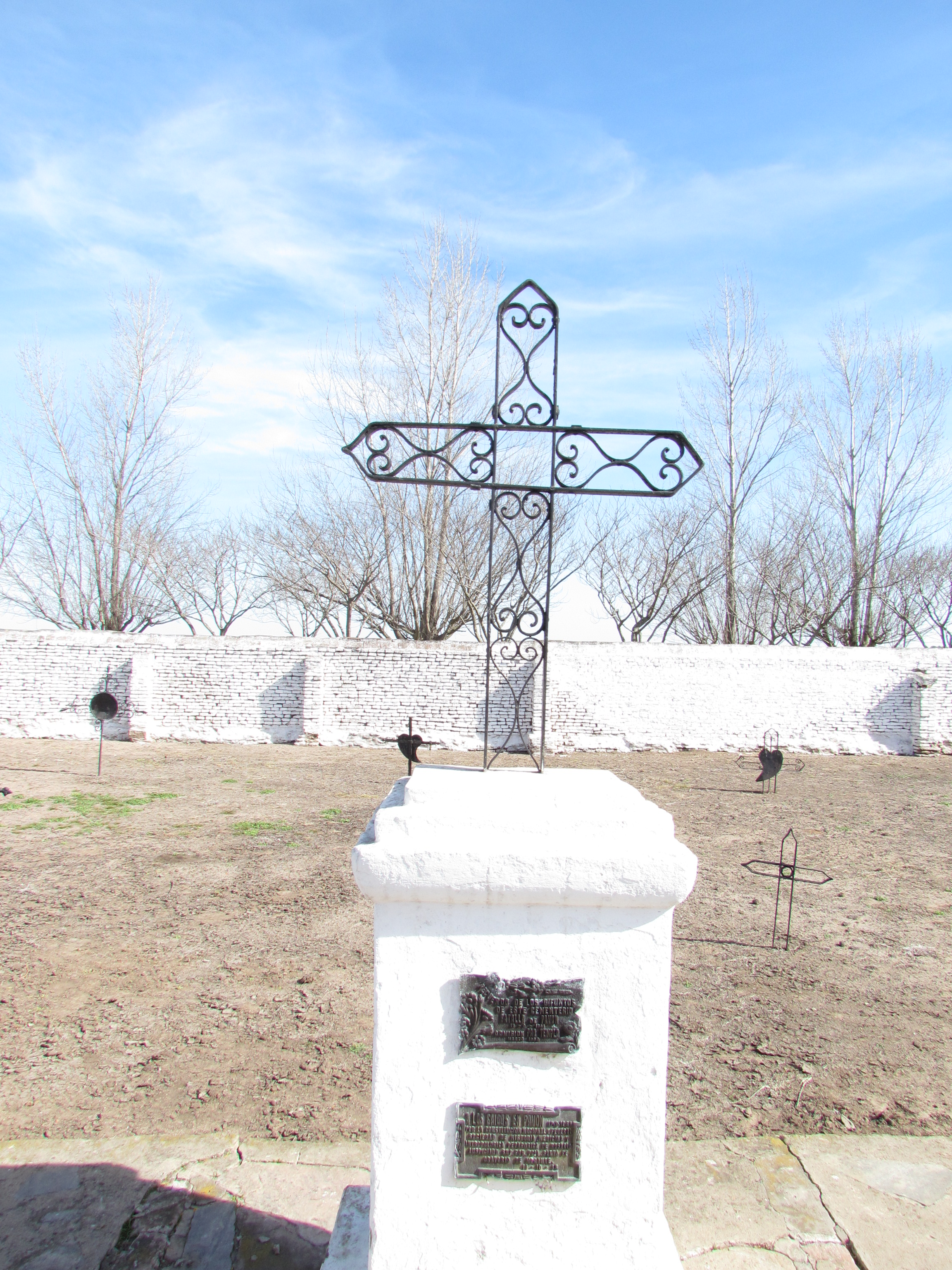
Cimetière de Morante (petite localité à 12 km du champ de bataille, dans le département de Constitución), où furent inhumés une partie des morts trouvés après la bataille.

Les batailles de Cepeda de 1820, de Caseros et de Pavón furent sans doute les trois affrontements armés majeurs de l’histoire de l’Argentine, tant du point de vue des suites institutionnelles provoquées par elles, que par le repositionnement auquel furent contraints à leur suite quasi tous les acteurs politiques.
Ayant constaté l’inaction d’Urquiza, Mitre opéra un regroupement de ses troupes. Entre-temps, une partie de la cavalerie confédérale s’était avancée sur Pergamino, dans le nord de la province de Buenos Aires, et s’était emparée du village. Ce n’est qu’après qu’une réaction de la cavalerie portègne eut refoulé les cavaliers confédéraux vers la province de Santa Fe que Mitre donna le départ à son armée en direction de cette province, alors que plusieurs semaines déjà s’étaient écoulées depuis la bataille.
Dans les mois suivants, l’avancée des Portègnes et de leurs alliés fut imparable ; la seule armée confédérale capable de leur opposer résistance, à savoir celle d’Urquiza, fut pratiquement démantelée sur ordre de celui-ci.
Après avoir en vain essayé de résister à Rosario, mais s’avisant bientôt que le pays tout entier était envahi, Derqui démissionna et chercha refuge à Montevideo ; quelques semaines plus tard, le vice-président Juan Esteban Pedernera déclara caduc le gouvernement national.
À partir de cet instant, Mitre projeta son influence sur le pays tout entier : tous les gouverneurs fédéralistes ― à la notable exception d’Urquiza― furent renversés dans les dernières semaines de cette même année et dans les premières de 1862. Certains le furent par les soins d'unitaires locaux, mettant à profit la proximité des forces portègnes, d’autres le furent directement par l’armée portègne après invasion de la province concernée. Ceux qui avaient échappé à tel sort se joignirent aux autres pour admettre que le pouvoir national était tombé et pour confier son refaçonnement au gouverneur de Buenos Aires, Bartolomé Mitre.
Quelques mois plus tard, Mitre fut élu président de la Nation par la voie d’élections organisées par les nouveaux gouvernements provinciaux ; les candidats fédéralistes avaient été écartés des élections, tant pour les gouvernorats de province que pour la présidence nationale. Autour de Mitre se fit alors valoir le fort noyau porteñista qui constituait sa base politique, accaparant les ministères et bon nombre des sièges du Congrès.
La capitale du pays, qui avait été établie à Paraná, fut transférée à Buenos Aires. Mais le gouvernement national dut accepter de figurer dorénavant comme l’hôte du gouvernement de Buenos Aires. Cette relocalisation de la capitale permit aux Portègnes de défendre plus efficacement leurs intérêts.
Dans les années qui suivirent, l’Argentine s’attacha à conserver una organisation politique nominalement fédérale, mais la préponderance de fait de Buenos Aires se maintint inébranlable, et ce jusqu’à ce que les élites de Buenos Aires fussent parvenus à configurer le pays à leur image et en adéquation avec leurs propres intérêts. Lentement, le pays viendrait ensuite à se réorganiser en un État plus ou moins fédéral, mais d’idéologie libérale et avec une économie axée sur le libre-échange.